# Doasit
Doasit (en francès Doazit) és un municipi francès situat al departament de les Landes i a la regió de la Nova Aquitània.

## Demografia
| 1962                                       | 1968  | 1975 | 1982 | 1990 | 1999 | 2007 |
| ------------------------------------------ | ----- | ---- | ---- | ---- | ---- | ---- |
| 995                                        | 1.032 | 901  | 865  | 858  | 887  | 931  |
| Des de 1962: població sense dobles comptes |       |      |      |      |      |      |

## Administració
| Període | Identitat     | Partit |
| ------- | ------------- | ------ |
| 2001-   | Marcel Dutoya | PS     |

## Personatges il·lustres
- Jean d'Arcet, químic.